# Parallelia cuneilineata
Parallelia cuneilineata är en fjärilsart som beskrevs av W. Warren 1915. Parallelia cuneilineata ingår i släktet Parallelia och familjen nattflyn. Inga underarter finns listade i Catalogue of Life.